# Реддитч
Ре́ддитч (англ. Redditch) — город (и район) в Великобритании, на северо-востоке графства Вустершир, Англия, к югу (и неподалёку) от границы Уэст-Мидлендс, примерно в 15 милях от Бирмингема. Население района (по данным переписи 2005 года) — 79 216 человек.

## История

Реддитч на карте графства Вустершир

Первое упоминание о Реддитче (англ. Red-Dych, La Rededitch; предположительно — в связи с протекающей неподалёку рекой Арроу, дно которой устлано красной глиной) относится к 1348 году. Вскоре город стал центром производства швейных игл и рыболовецких снастей, причем не только сохранил, но и закрепил за собой этот статус: в XIX веке здесь производилось до 90 % всех игл в мире.
В 1964 году Реддитч приобрел статус «нового города» и население его стремительно возросло — с 32 до 77 тысяч. Параллельно здесь были созданы новые жилые районы: Черч-Хилл, Мэтчборо, Уинъейтс, Лодж-парк и Вудроу. При этом Реддитч достраивался как город-«флагман», по новым программам планирования и градостроительства; в частности, основные дороги здесь были «экранизированы», жилые дома — ограждены от шума.
К началу XXI века традиционные для Реддитча виды промышленного производства были практически вытеснены предприятиями легкой промышленности широкого профиля. Реддитч постепенно стал и своего рода «спальным районом» для Бирмингема.

### Города-побратимы
В 1956 году Реддитч стал городом-побратимом Осера, Франция. Этот союз приобрел популярность: возникла организация «Друзья Осера» (англ. The Friends of Auxerre, FoA). Союз двух городов официально празднуется ежегодно в начале июня.

## Спорт
В городе базируется футбольный клуб «Реддитч Юнайтед».